# 565 Marbachia
565 Marbachia је астероид главног астероидног појаса са пречником од приближно 27,57 km.
Афел астероида је на удаљености од 2,759 астрономских јединица (АЈ) од Сунца, а перихел на 2,129 АЈ.
Ексцентрицитет орбите износи 0,128, инклинација (нагиб) орбите у односу на раван еклиптике 10,991 степени, а орбитални период износи 1395,694 дана (3,821 године).
Апсолутна магнитуда астероида је 10,88 а геометријски албедо 0,103.
Астероид је откривен 9. маја 1905. године.